# Comté de Silver Bow
Le comté de Silver Bow est un des 56 comtés de l’État du Montana, aux États-Unis. En 2010, la population était de 34 200 habitants. Son siège est Butte. Le comté a été créé en 1881.

## À noter
Il s’agit du plus petit comté de l’État.

## Géolocalisation
| Comté de Deer Lodge |                      |                    |
| Comté de Deer Lodge | Comté de Siulver Bow | Comté de Jefferson |
| Comté de Beaverhead |                      | Comté de Madison   |

## Principales villes
- Butte
- Walkerville